# Bruno Hinze-Reinhold
Bruno Hinze-Reinhold (* 20. Oktober 1877 in Danzig; † 26. Dezember 1964 in Weimar) war ein deutscher Pianist und Hochschullehrer. Von 1916 bis 1933 war er Direktor der Musikschule bzw. Musikhochschule in Weimar.

## Leben
Hinze-Reinhold wurde 1877 als Sohn eines Arztes in Danzig geboren. Ab 1895 erhielt er seine Klavierausbildung bei Bruno Zwintscher, Robert Teichmüller und Alfred Reisenauer am Leipziger Konservatorium. 1901 zog er nach Berlin, wo er am Stern’schen Konservatorium und am  Eichelbergschen Konservatorium lehrte. Außerdem wurde er kammermusikalisch und als Klavierbegleiter tätig. Gemeinsam mit der Sängerin Susanne Dessoir gab er 1912 die Dessoir-Alben heraus.
Im Jahr 1913 wurde er Leiter einer Ausbildungsklasse für Klavier an der Großherzoglichen Musikschule in Weimar. 1916 wurde er zunächst interimistischer Leiter der Einrichtung. Noch im selben Jahr erhielt er den Professorentitel und wurde Direktor. Unter seiner Leitung wurde die Musikschule 1930 in eine Musikhochschule umgewandelt. 1933 wurde er durch die thüringische Landesregierung seines Amtes enthoben. Daraufhin zog er zurück nach Berlin und wurde freischaffend tätig. Erst 1947 kehrte er zurück nach Weimar. Hinze-Reinhold war ein bedeutender Liszt-Interpret. Außerdem zählte er Werke Schuberts, Schumanns und Chopins zu seinem Repertoire. 1927 bildete er gemeinsam mit Max Strub (Violinist) und Walter Schulz (Cellist) das Weimarer Trio.
Sein Nachlass befindet sich im Thüringischen Landesmusikarchiv in Weimar.

## Schriften (Auswahl)
- Lebenserinnerungen (= Edition Musik und Wort der Hochschule für Musik Franz Liszt Weimar. Bd. 1). Hrsg. von Michael Berg. Universitätsverlag, Weimar 1997, ISBN 3-86068-069-2.